# Mafie (sociologie)
Mafie jsou organizované skupiny, původně vzniklé za účelem ochrany majetku rolníků v 19. století v Itálii (Sicílie). Časem se začaly uplatňovat i v jiných oblastech podnikání. Velice významné jsou skupiny ve Spojených státech amerických, za jejichž zlatou éru se označují 60. a 70. léta 20. století.
Mafie ve svém klasickém pojetí je v sociologii chápána především jako podnik na produkci a prodej soukromě poskytované ochrany. Mafie poskytují za úplatu ochranu v situacích, kdy existuje určité riziko či nejistota, zároveň však chybí důvěra v to, že tato situace může být zvládnuta pomocí služeb veřejného sektoru. V těchto podmínkách mafie vystupuje jako element regulace společnosti, jenž přispívá k zachování sociálního řádu. Aby měla mafie nicméně dostatek zakázek, sama tuto nejistotu do značné míry vytváří a udržuje na úrovni, která je pro tuto její formu podnikání nejvýhodnější.

## Historie
Z hlediska historie vzniku mafie jsou důležité společenské reálie Sicílie (Itálie), resp. západní Sicílie. Zrušení feudalismu v 19. století zde znamenalo rozšíření počtu vlastníků půdy, což v kombinaci s absencí státní moci znamenalo pro tyto nové držitele půdy nutnost svoji půdu bránit vlastními prostředky. Toto prostředí nahrávalo vzniku specializovaných skupin, které za úplatu poskytovaly těmto vlastníkům ochranu. Časem se však tyto skupiny osamostatní a tím vzniká mafie.

## Etnografie
Původně byli mafiáni hlavně lidé pocházející z chudších poměrů. Později se k mafii přidávali i lidé majetní, ovšem o postavení v hierarchii mafie rozhodovaly jejich schopnosti, styky s politiky a umění rozpoutávat násilí.  
Důležitou součástí způsobu chování mafie byla Omerta - zákon mlčenlivosti. 
Část odborníků zastává názor o mafii jako o jednotné organizaci  s jasnými pravidly, jiní naopak tvrdí, že existují pouze jednotliví mafiáni. Pravda je, že mafie fungovala v malých skupinách, většinou se jednalo hlavně o širší rodinu a přátele. Těmto skupinám se říkalo Cosca, jejíž členové měli určitou mírou svobodného jednání, nicméně často se scházeli při společných aktivitách.  Navenek byly tyto rodiny velmi solidární, v domácnostech však panovala přísná subordinace. 
Hlavní činnosti mafie je ochrana (stát není schopen zabezpečit ochranu sám, a proto mafie ochranu za úplatu nabízí), represe (mafie dohlížela na veřejný pořádek a chránila) a zprostředkování vnitřních i vnějších konfliktů, ať už se jednalo o krevní msty, spory mezi okradenými a zloději nebo komunikaci mezi různými sítěmi, které ale zásadně drželi oddělené.

## Obchod s bezpečím
Mafie je průmysl, který produkuje, podporuje a prodává soukromou ochranu před nejistotou, kterou sama do značné míry vytváří.
Ochranu nabízí individuálně všem (i lidem, kteří o ochranu mafie nestojí) podle sociálního postavení daného člověka a tomu dále přizpůsobuje cenu.
Mafie se snaží mezi lidmi vytvořit co největší reputaci a k tomu využívá násilí, které používá k likvidaci konkurentů nebo k udržování “stálých zákazníků” - dohodnutá ochrana se vztahuje na celou rodinu a nelze ji ukončit. Podnikatelé spolupracující s mafií se dělí na ty, kteří ve spolupráci vidí hlavně ekonomický zisk a ochranu před konkurencí, a ty, kteří byli zastrašeni a mají před mafií větší respekt než před státní mocí. Tato část podnikatelů za svoji ‚spolupráci‘ nic nedostává, pouze mafii platí.